# Tim Steed
Tim Steed, född 1976, är en kanadensisk skådespelare.
Steed har bland annat medverkat i TV-serierna The Crown från 2017 och Breeders (2020-2022). Han har även medverkat i filmen Poirot – tretton vid bordet från 2000.

## Filmografi (i urval)
- 2000 – Poirot – tretton vid bordet
- 2017 – The Crown (TV-serie)
- 2020–2022 – Breeders (TV-serie)